# پروانکی‌های آمازون
پروانکی‌های آمازون (نام علمی: Macrosoma bahiata) نام یک گونه از تیره شاپرک‌های آمریکایی است.